# Alfarería

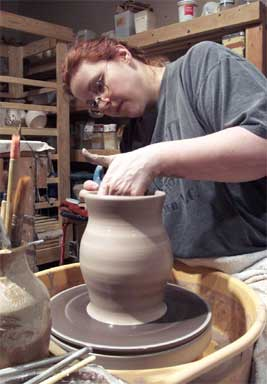
Alfarera modelando una vasija con el torno eléctrico

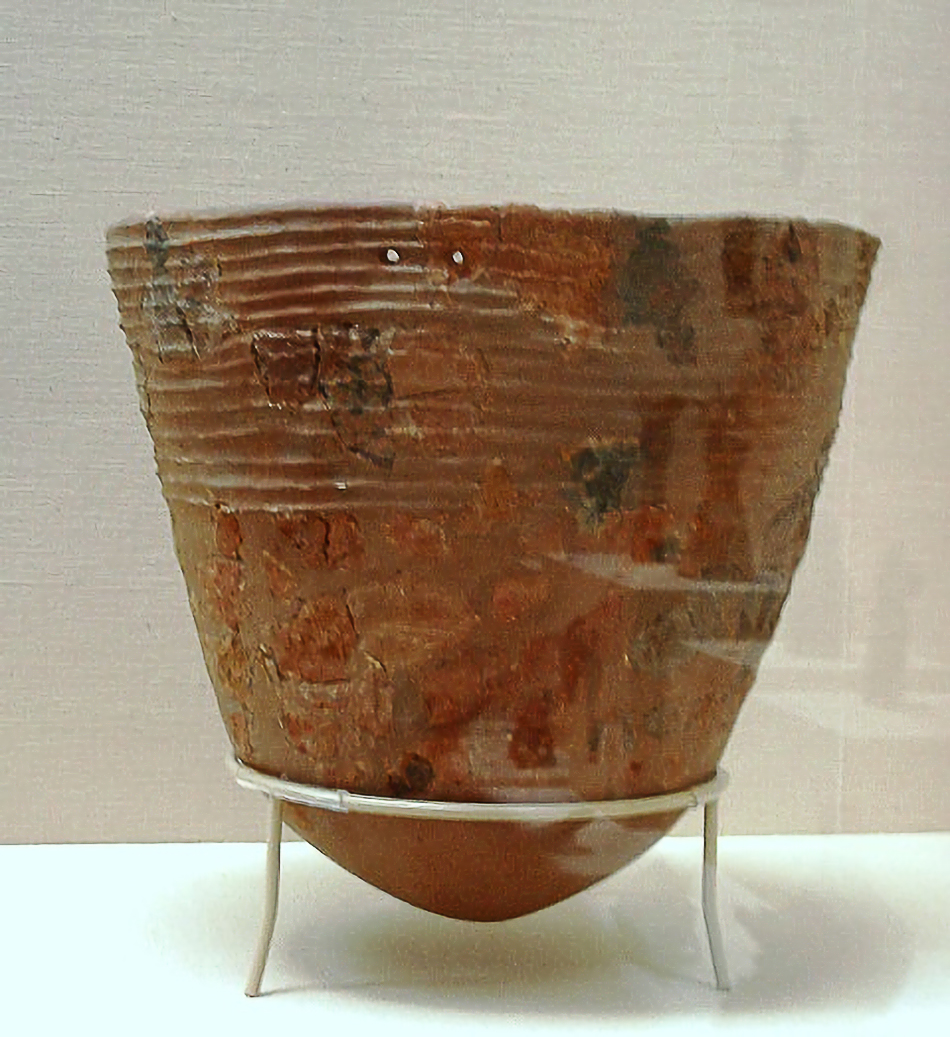
Vasija del período Jōmon (Japón) considerada de las más antiguas del mundo

Alfarería (del castellano medieval: alfaharería) (del árabe andalusí: al-fajjár ‘الفَخَّارْ’) es el arte de elaborar objetos de barro o arcilla y, por extensión, el oficio que ha permitido al ser humano crear toda clase de enseres y artilugios domésticos a lo largo de la historia. En el Occidente culturalmente tecnológico la alfarería popular, cacharrería ruda y evocadora obra de artesanos barreros ha pasado en gran medida a convertirse en artículo decorativo y de coleccionismo y en materia de interés etnográfico, sumado a su valor arqueológico.
La industria alfarera, además de la vajilla y la cacharrería, abarca la azulejería sencilla, la tejería, la ladrillería y la fabricación de baldosas sin esmaltar.
Popularmente, alfarería es sinónimo de cerámica, si bien suele denominarse y aplicarse el término cerámica a un conjunto de técnicas más depuradas en que intervienen varias cocciones de la pieza, esmaltados más sofisticados y decoración más fina. Otras técnicas cuyos términos se asocian a la alfarería y la cerámica son la loza y la terracota.

## Los términosalfareríaycerámica
Alfarería y cerámica son dos términos en permanente conflicto semántico (véase semántica lógica). Ambos se usan para definir el conjunto de actividades artesanales, artísticas e industriales a partir del barro cocido, así como el producto o los productos de las mismas y su cultura.
En general, en los diccionarios (ideológicos y de sinónimos) y los manuales léxicos "alfarería" aparece redirigida o referida a "cerámica", dándosele así a esta última mayor valor troncal.
La palabra alfarería, como alfar, proviene del árabe hispánico alfaj jár, ‘barro’, y este del árabe clásico en árabe: فَخَّار‎, romanizado: faj jar, lit. 'alfarería', y a su vez del hebreo hhafar (tierra, barro). En 1789 se documenta «alfaharería» y en 1866, «alfarería», finalmente. Por su parte, apoyándose en el Diccionario de Autoridades, el Diccionario de la lengua española conserva el término «alcaller» (para «alfar» y «alfarero») y «alcallería» (conjunto de vasijas de barro).
Por otro lado, «cerámica» procede del griego antiguo κεραμική (keramiké), femenino de κεραμικός (keramikós, hecho de arcilla), "cerámico", que designaba originalmente al barrio de los alfareros de la antigua Atenas, Kerameikos, al noroeste de la Acrópolis.
Si bien Nebrija, en el umbral del siglo xvi, ya utilizó el término griego ceramion, se le atribuye al arqueólogo Giovanni Battista Passeri la responsabilidad de incluir la voz cerámica en el contexto lingüístico moderno en una obra impresa en Venecia en 1768. Joan Corominas anota de que dicho vocablo llegó a España en 1869, un siglo después.
Emilio Sempere hace una distinción de cantidad y calidad, proponiendo que "la alfarería es la cerámica popular, la más corriente, la que se hacía en los pueblos para uso popular. Después vino la cerámica, todo aquello que es decorado, con carácter suntuario, artístico."

## Definiciones

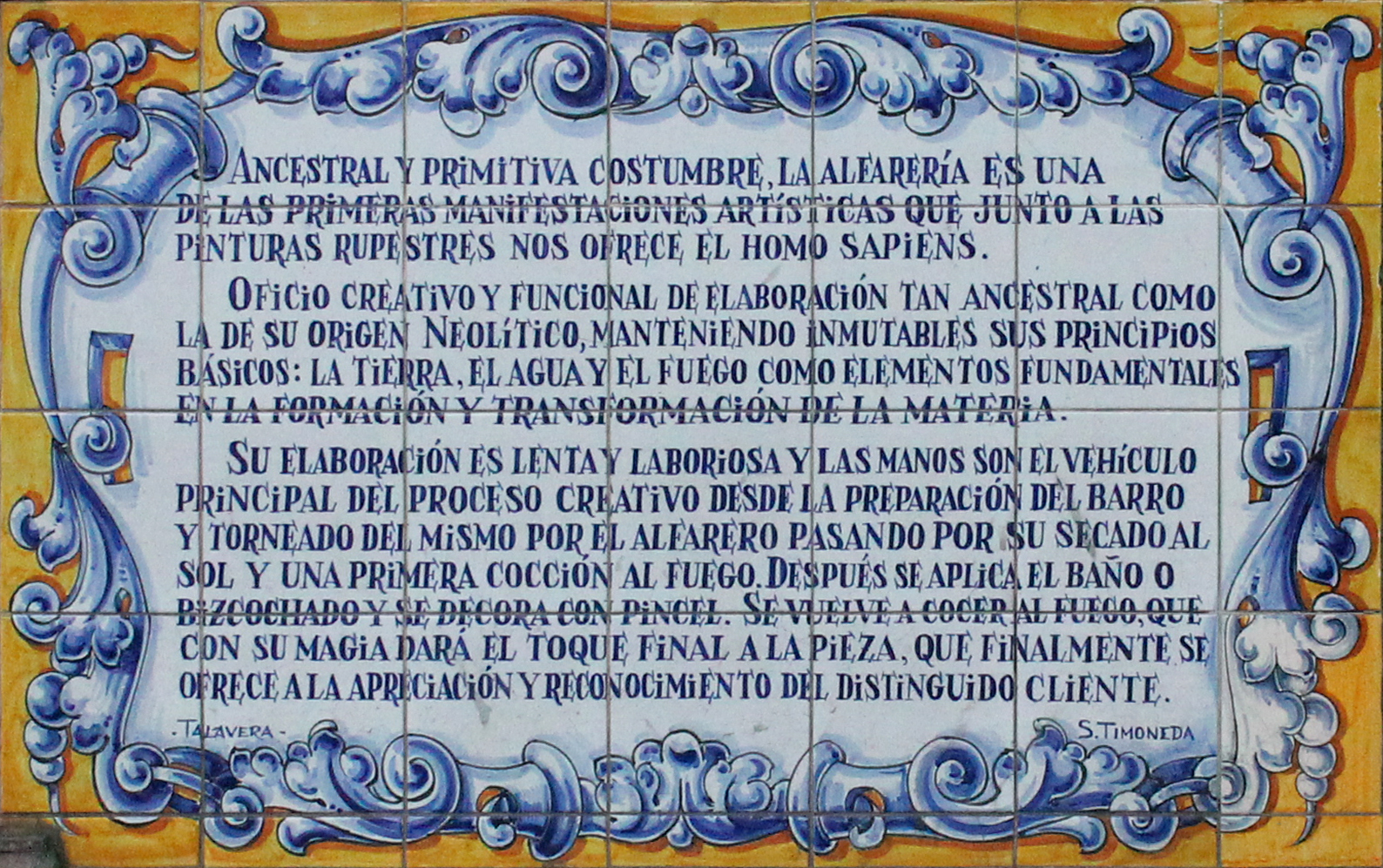
Descripción del oficio alfarero en un panel de azulejos de Talavera de la Reina en una calle de Madrid

En conjunto, las definiciones con más peso oficial, luego de coincidir en que ambos términos se refieren al arte de elaborar objetos de barro, relacionan la "alfarería" con los espacios de fabricación y venta, y a la "cerámica" con el conjunto de objetos y sus vertientes científicas asociadas a la arqueología.
En un manual clásico de términos de arte, ambos términos se relacionan con el "arte y técnicas del barro y la arcilla"; dándole preferencia a la "alfarería" en esta acepción y reservando a "cerámica" la definición de los objetos fabricados con dichas características y haciéndolo extensivo a otros términos más concretos como: loza, porcelana, mayólica y terracota. [cita requerida]

### Citas técnicas
- "La alfarería es la cerámica popular, la más corriente, la que se hacía en los pueblos para uso popular. Después vino la cerámica, todo aquello que es decorado, con carácter suntuario, artístico." Emili Francés Sempere.[12]

- "La cerámica ocupa un lugar importante en las artes decorativas, ya que participa a la vez de la arquitectura, la escultura y la pintura. Esta palabra se emplea también no sólo para designar lo que Bernard Palissy llamaba el arte del barro, sino sus mismos productos."[13]

### Citas imaginativas
- «Para intentar resolver el problema, procederemos por etapas. Nos preguntaremos en primer lugar si existe algún vínculo entre la alfarería y los celos (cuestión a la cual se ha pretendido dar ya un principio de respuesta). A continuación nos interrogaremos acerca del vínculo entre los celos y el chotacabras. Si, en ambos casos, se obtiene un resultado positivo, seguiremos por lo que no hace mucho he llamado una deducción transcendental, que existe asimismo un vínculo entre la alfarería y el chotacabras». La alfarera celosa. Escrito por Claude Lévi-Strauss.[14]

### Citas bíblicas
- El campo del alfarero, novela de la serie que el siciliano Andrea Camilleri dedica al comisario Montalbano, fue titulada así recogiendo una cita bíblica atribuida a Mateo el Evangelista. La presencia del término "alfarero" en un documento de probada antigüedad como los Evangelios —siglo I d. C.—, quedaría no obstante sujeta a una exhaustiva revisión léxica de ediciones y traducciones, desde el supuesto texto original escrito o dictado por el apóstol Mateo.

Por otra parte, parece que la audiencia a la que se dirige Mateo está familiarizada con hechos que describe el Evangelio y al autor le interesa relacionar el pasado (vida de Jesús) con el momento en el que se escribió su relato, utilizando en dos ocasiones la expresión «hasta el día de hoy». Así, el autor dice que los sacerdotes, con las 30 monedas de plata que arrojó Judas Iscariote en el templo, «compraron con ellas el Campo del Alfarero como lugar de sepultura para los forasteros. Por esta razón ese campo se llamó «Campo de Sangre», hasta hoy». En este texto se da a entender que la audiencia conoce el lugar en cuestión y su nombre, por lo que es razonable pensar que pudo haber sido escrito antes de la destrucción de Jerusalén y la gran despoblación que trajo consigo.
Sea como fuere, la síntesis a la que parecen llegar algunas líneas de tesis es que literatura religiosa y de ficción coinciden en aceptar la antigüedad natural del término alfarería, escapando del uso mucho más extendido que del término cerámica se hace en los manuales científicos, desde los de arqueología a las publicaciones dedicadas a la divulgación o estudio de la propia alfarería.

## Tipos cualitativos
Alfarería de basto, generalmente referida al obrador donde se producen piezas sin vidriar de escasa calidad.
Alfarería de fino, referido a los alfares con producción más cuidada, aunque no necesariamente vidriada.
Alfarería popular, también llamada tradicional, enmarcada en lo rural preindustrial. Engloba todo tipo de cacharrería utilitaria, funcional y barata. Su entorno, originalmente, era local: arcillas y combustibles del lugar, obradores anexos o incluso dentro de la vivienda, técnicas elementales; pero con el tiempo ha incluido también la fabricada con recursos modernos pero respetando el espíritu tradicional de las piezas y su simbolismo.

## Historia y origen
Los primeros objetos de alfarería se remontan al período Gravetiense (Paleolítico Superior) y se trata de pequeñas representaciones de divinidades maternales y de culto a la fertilidad como la llamada Venus de Dolní Věstonice datada cerca de 29 000-25 000 a. C. Una de las piezas más antigua que se conoce es una vasija del período Jōmon de la época de la prehistoria del Japón (10 000-8000 a. C.), pieza que actualmente se expone en el Museo Nacional de Tokio. Su nombre se le da por las marcas de cuerda con el que está decorada. Se han encontrado otras evidencias en la cuenca del río Amur en Rusia que han revelado rastros de cerámica que datan del 14 000-13 000 a. C. Existen trozos de alfarería encontrados en el sur de China que fueron datados por carbono 14 a finales de 1990 y que se fecharon entre el 9000 y el 14 000 a. C., en nuevas excavaciones realizadas en la cueva Xianrendong en la Jiangxi los nuevos encuentros se remontan hacia el 20 000 a. C.
Una de las técnicas que caracterizan las culturas neolíticas, y que se considera una prueba para la ordenación cronológica, es la cerámica o arcilla modelada. Las pequeñas figuras de arcilla cocida ya se encontraban en el Paleolítico Superior, aunque es en el Neolítico cuando aparece el vacío a partir del trabajo con arcilla y, por tanto, se encuentra una utilidad en las vasijas, que se usan para la elaboración de los alimentos cocinados al fuego. En el Próximo Oriente, se ha encontrado cerámica de uno o dos milenios anteriores a la aparición del cultivo de los cereales, por lo que esta asociación del nacimiento de la alfarería con la práctica agrícola y culinaria se encuentra aún dentro de una cierta confusión.
Los primeros artesanos especializados aparecieron en Mesopotamia, que inventaron las herramientas para trabajar mejor la arcilla, como el torno de alfarero y el horno para cocerla hacia el 3400 a. C. Igualmente en Grecia como en los Balcanes la influencia de la cultura de Anatolia se aprecia en las vasijas con forma de tulipa y con engobe, rojo y blanco. En Grecia empezaron a decorarse las piezas con motivos geométricos, que eran los detalles más habituales junto con reproducciones de plantas y escenas cotidianas, que se hacían imitando el arte de la escultura.
Estrabón y Plinio el Viejo atribuyeron la invención de la rueda del alfarero al escita Anacarsis que murió cerca de 550 a. C. Sin embargo, Homero habla ya de ella en sus obras y se sabe que el padre de la poesía griega precedió en varios siglos al discípulo de Solón. Los toscanos, en tiempo de Porsena, trabajaban tan bien en este arte que sus artefactos se pagaban a un precio más elevado en tiempos de Augusto que los mismos de plata y oro.
En Europa mediterránea las piezas más antiguas son, probablemente, las encontradas en el yacimiento de Camprafaud (Lenguadoc) y Verdelpino (Cuenca), piezas datadas en el VI milenio a. C.; no presentan ningún tipo de decoración. También hay piezas del III milenio a. C. encontradas en Cataluña, Provenza, Córcega y Dalmacia; en este caso, su decoración se basa en la impresión con conchas característica de la cerámica cardial (también llamada «montserratina» por su gran abundancia en el macizo de Montserrat.

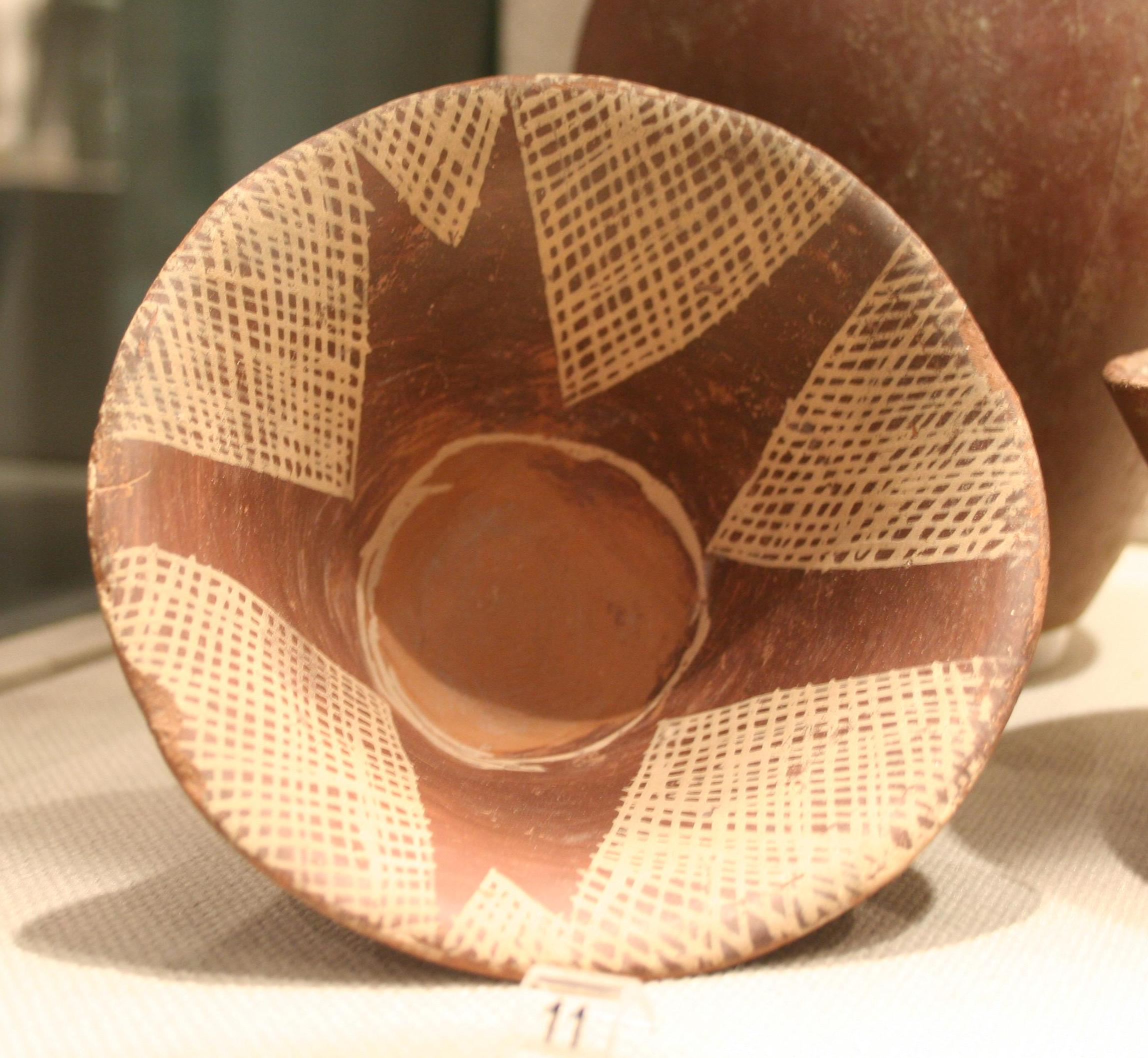
Cerámica egipcia de la cultura Naqada I, circa 3700 a. C.

Los hallazgos arqueológicos en el Alto Egipto, en la fase Naqada I, hacen suponer que desde el 4500 al 3500 a. C. se practicaba la agricultura. También se enterraban los muertos en tumbas, donde era frecuente el uso de ajuares funerarios entre los que era normal encontrar vasijas de terracota roja con motivos pintados en blanco; las decoraciones que predominaban eran las de tipo geométrico, como por ejemplo triángulos, semicírculos y espigas. Hacia el 4000 a. C. en el pueblo de Badari se fabricaban vasijas de alfarería de paredes finas y pulidas y del aproximadamente 3600 a. C. se han encontrado grandes cantidades de objetos pintados, con figuras de animales y también con escenas de barcos de remos.
Durante el Neolítico medio, la cultura Dímini, en Grecia, produjo una cerámica con una gran variedad de formas y con una ornamentación policroma, sobre todo de espirales y grecas. Al final de este periodo y a principios del Neolítico final se utilizó una alfarería negra bruñida, de influencia anatólica. El llamado Neolítico danubiano del centro de Europa, que existió a comienzos del V milenio, producía una cerámica que estaba caracterizada por la decoración de «bandas», con unas formas que eran extremadamente sencillas de vasos sin asas y de cuello ancho. Las líneas de la decoración estaban realizadas a base de incisiones paralelas y puntuados.

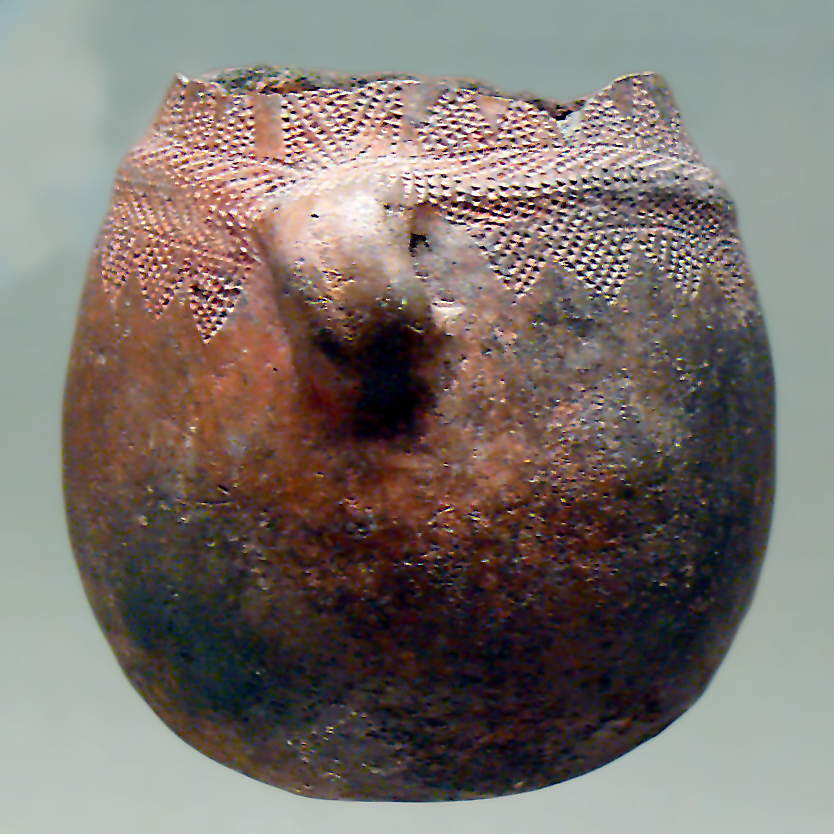
Cerámica cardial de la cueva de La Sarsa, Valencia

En el mismo periodo Neolítico, la alfarería doméstica apareció en pequeñas poblaciones como en el yacimiento de Hacilar (oeste de Turquía), estas piezas se reducían en vasijas cocidas a baja temperatura y decoradas con franjas lisas pintadas con arcilla blanca no ferrosa. Del IV milenio son los grupos de alfarería encontrados en los yacimientos de Gumelnitsa, Salcutsa en Rumanía y Tripole y Cucuteni en Ucrania de formas con perfil convexo en la parte superior y cóncavo en la inferior, la decoración era geométrica.
La influencia de dicho tipo de alfarería se aprecia en zonas del Adriático y de Italia con características propias, como las realizadas en Venecia y Lombardía durante el IV milenio. Entre sus peculiaridades, cabe destacar, que son vasos con boca cuadrada. La llegada e influencia de gente de dichas zonas que se establecieron en Cataluña significó la producción de piezas de cerámica similares, como son los vasos de boca cuadrada, que se han encontrado en algunas sepulturas de la llamada cultura de los sepulcros de fosa que hay especialmente por la zona del Solsonés.
En el periodo inicial de la Edad del Bronce la mayor parte de las vasijas están realizadas, en la civilización micénica, a mano sin la ayuda de ninguna rueda de alfarero, que fue introducida al final de esta época, consiguiendo con ello una mejor regularidad en la producción. Casi todos las piezas están pulidas con una herramienta que deja unas marcas, la pintura primitiva se hacía con arcilla líquida y las líneas grabadas se llenaban con otra arcilla blanca. En Creta se produjo una técnica de horneado que producía un acabado de las piezas con salpicaduras en rojo y negro. Las jarras con pitorro son comunes durante el estilo cicládico y normalmente realizadas con una pintura mate.

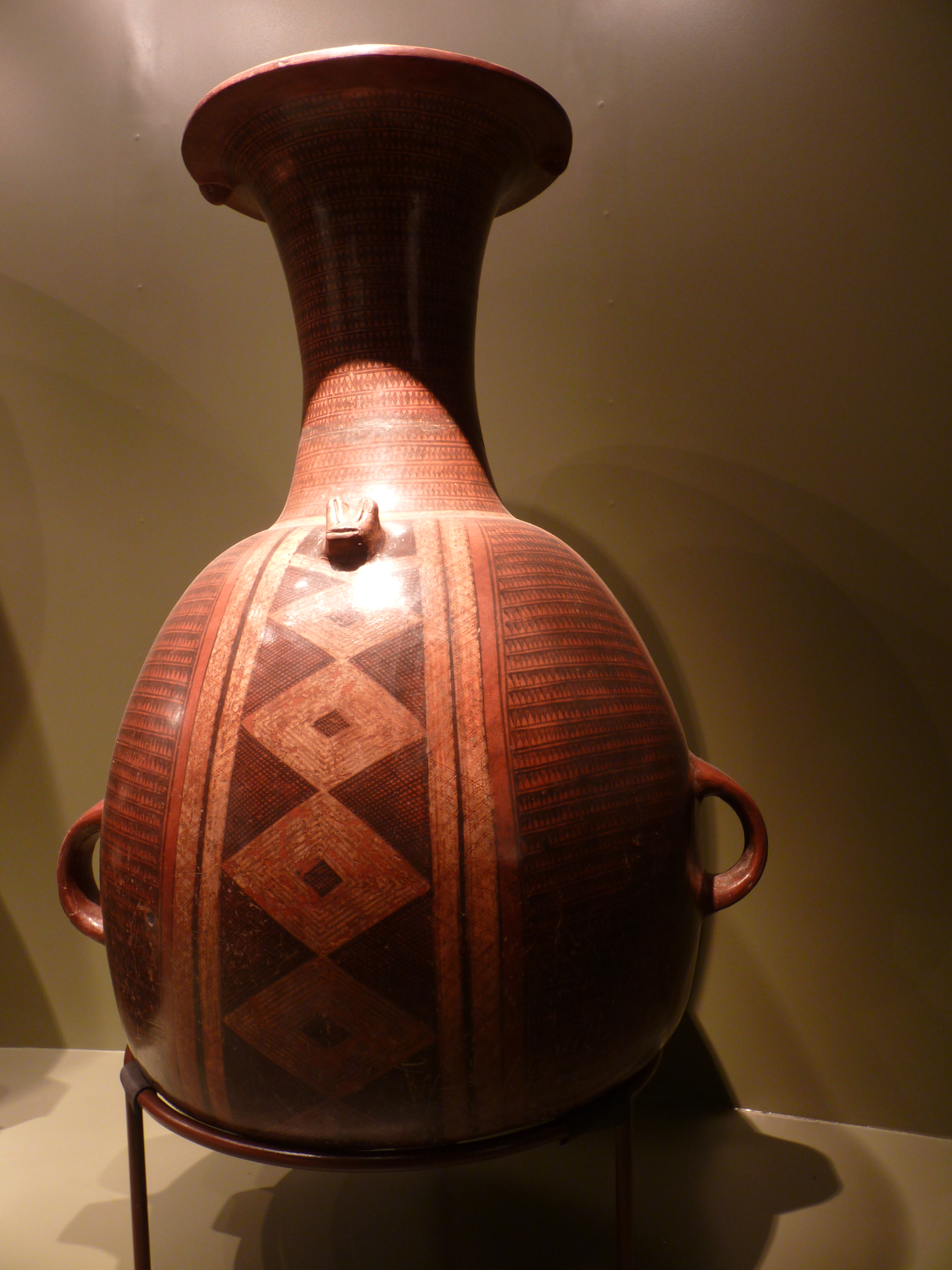
Aríbalo incaico. Museo de Arte Precolombino, Cuzco, Perú

En la antigüedad americana la mayoría de sus pueblos eran agrícolas y, por tanto, sedentarios, lo que hizo que se produjeran grandes cantidades de utensilios domésticos para su uso culinario o de almacenaje. Aunque se utilizaron distintas arcillas según el territorio donde se fabricaban, el horno abierto era el único conocido en toda la América indígena. La técnica de la realización era, en general, a mano, sin ayuda de torno, y se utilizó el molde según la época y la cultura. Las formas son similares, aunque con ciertas particularidades, en las de México, por ejemplo, donde también se utilizaban los cuencos pequeños éstos tenían patas y el fondo rallado con incisiones que servían para moler el chile y otros condimentos. También se realizaron urnas funerarias, sobre todo en el territorio sudamericano.
El origen de la cerámica se produce en la costa de la Ecuador hacia el 3200 a. C. Se hicieron unos estudios por arqueólogos norteamericanos y ecuatorianos, donde se trató de demostrar las semejanzas de esta cerámica con la de la cultura japonesa de período Jōmon. En ambos países, las formas y técnicas tenían relación con sus economías, preferentemente marítimas. En Colombia se encuentran hallazgos de cerámica datadas en el año 2925 a. C. con utensilios muy toscos de cuencos semiesféricos. Ollas de color rojizo y negro aparecen en Perú ya en el período un poco más tardío, hacia el 2000 a. C. La cultura Huari, fue una civilización andina que floreció en el centro de los Andes aproximadamente desde el siglo VII hasta el XIII, entre las piezas que destacan se hallan los huacos. Una de las formas más característica de los incas peruanos fue el aríbalo incaico, utilizado principalmente para el transporte del agua.
En los Estados Unidos, destaca la cultura existente en la parte este del país, llamada «del bosque», aparece hacia el 2000 a. C. y es una cerámica con impresiones a base de cuerdas o tejidos, técnica que se realizaba palmeando la superficie de los utensilios con paletas de madera donde se habían enrollado, previamente, cuerdas o tejidos.

### Península ibérica

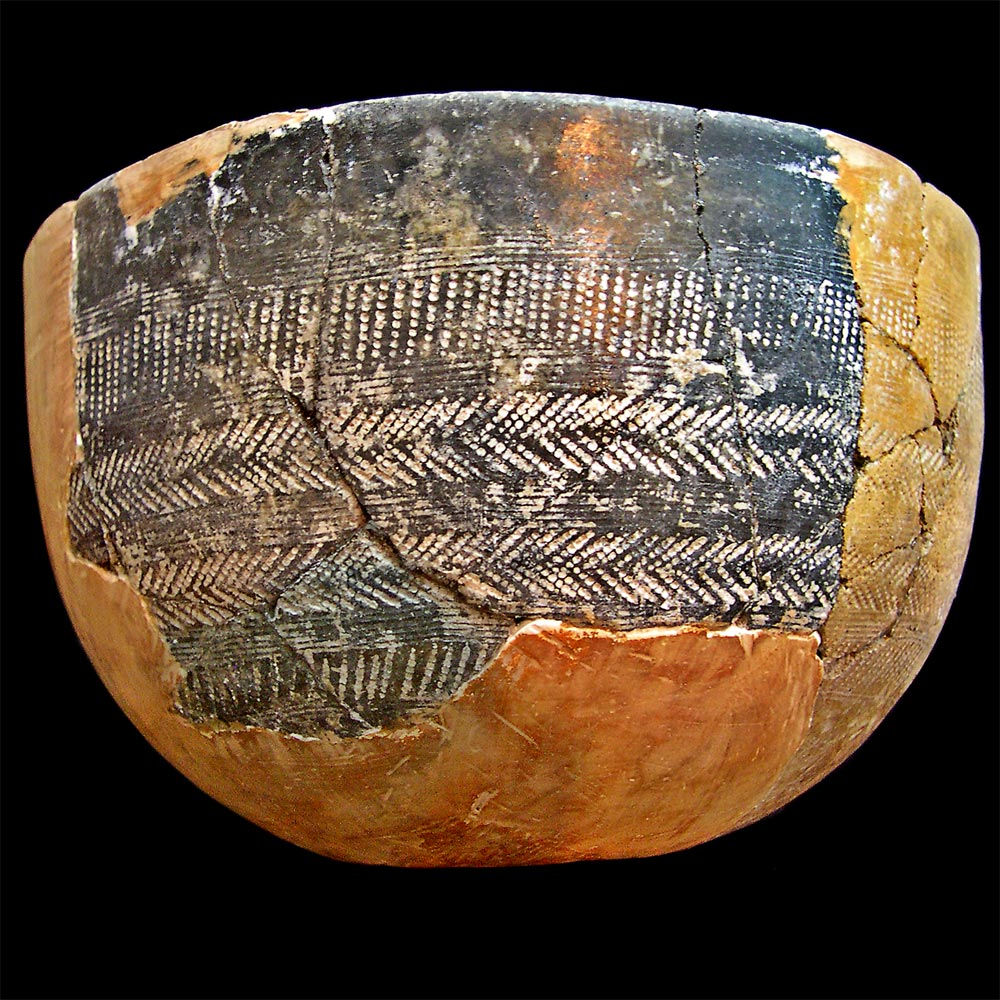
Utensilio de Cogotas II, en el Museo Arqueológico de Valladolid

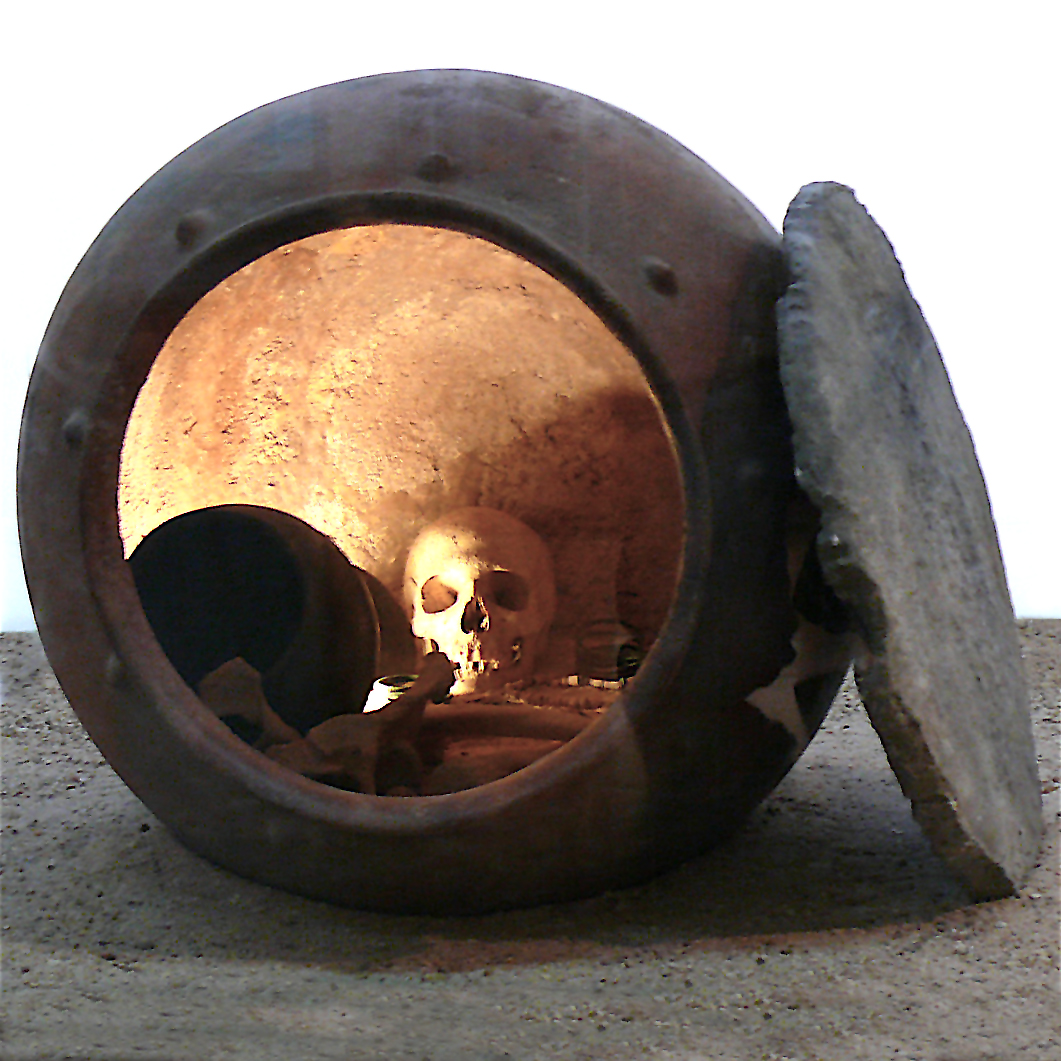
Enterramiento de la cultura de El Argar dentro de una tinaja

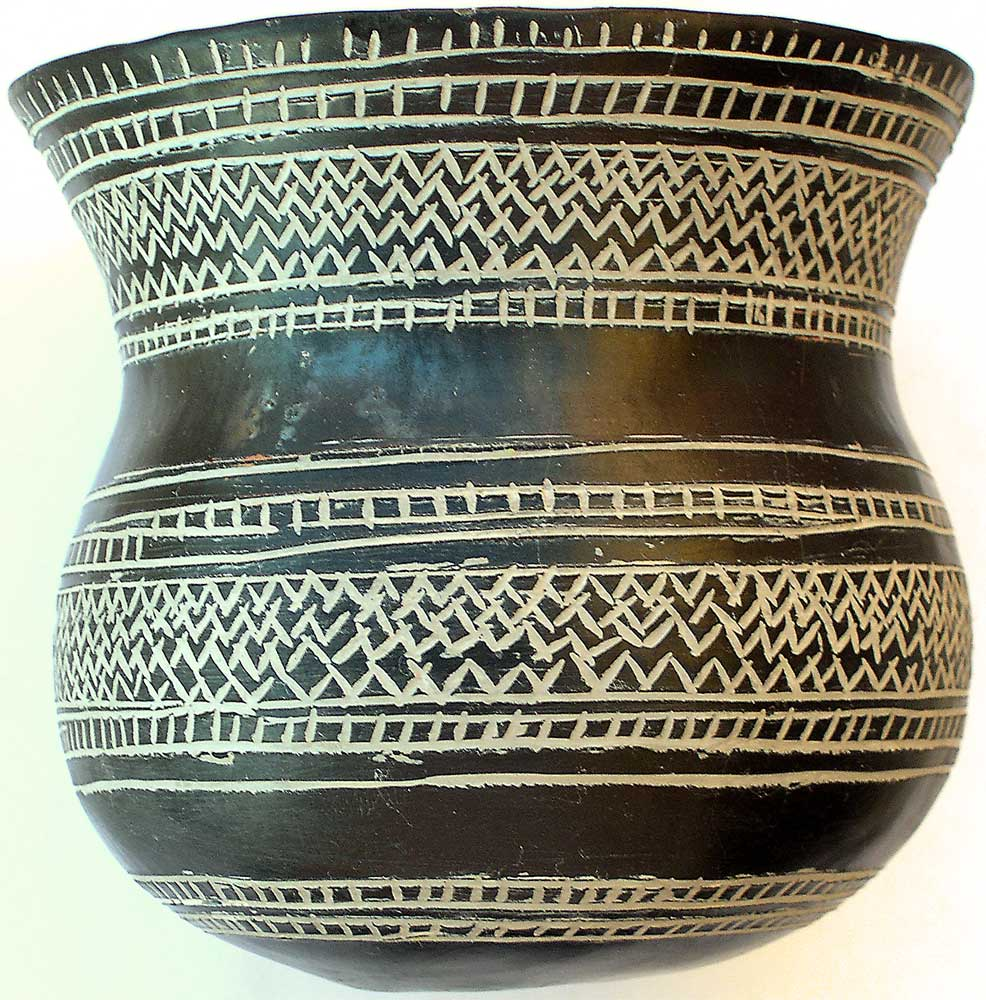
Vaso campaniforme encontrado en Ciempozuelos, fue realizado con arcilla negra, pulido con una capa de barro fino y decorado con motivos geométricos de pasta blanca

Las técnicas se fueron transmitiendo lentamente desde el Oriente Próximo hacia Europa occidental, y también a la península ibérica, con un desfase de unos dos mil años aproximadamente. Este proceso evolucionó de acuerdo con una serie de factores:
- El entorno natural y climático propio del lugar: el factor geológico como base de la materia prima era necesario para obtener el material primario, la arcilla, y también era necesaria la existencia de árboles para conseguir la leña que se usaba en la posterior cocción en hornos. El clima fue un factor importante, ya que, por ejemplo, en lugares como Siberia o Patagonia no se llegó a producir cerámica. También en la península ibérica hay grandes desfases entre regiones de la costa con las de la Meseta, el Cantábrico o las Islas Baleares y Canarias. En unas zonas el progreso y evolución era constante y en otras el mismo sistema y técnica perduraba durante más años. Así mismo, se sabe que durante los meses de invierno no se llegaba a trabajar a causa del frío.[40]
- La dinámica cultural: otro factor para que la tecnología evolucione, son las circunstancias sociales y culturales. Una concentración de poder como la que sucedió en las grandes civilizaciones de la antigüedad, impulsa la necesidad de elaborar objetos suntuarios para palacios y cultos religiosos, así como vajillas, utensilios para guardar alimentos y bebidas. El influjo de otros pueblos más poderosos como los fenicios, griegos, árabes y romanos, introdujo su estilo y las formas de las vasijas a pueblos que quedaban bajo su dominio.[41]
- El aumento de la demografía y sus necesidades: es natural que cuando se produce un incremento demográfico más acelerado, las necesidades funcionales aumenten, es necesario que los productos se transporten y almacenen, como está demostrado que sucedió en una época como el Neolítico.[41]

Según las últimas dataciones, se considera que las cerámicas más primitivas de este ámbito fueron las del tipo cardial, como las de los yacimientos de la Cova de l'Or (4770 a. C.) en Beniarrés, y las de Las Cenizas (4670-4160 a. C.) en Aitana de la Comunidad Valenciana. Otras dataciones obtenidas se remontan al VI milenio, como las halladas en la Cueva Fosca de Ares del Maestrazgo en Castellón, el Abrigo Grande de los Grajos de Cieza en Murcia, la cueva de los Murciélagos de Albuñol y del Nacimiento de Pontones en Granada.
Hacia el 2000 a. C., grupos de emigrantes orientales se esparcieron por la península ibérica de las costas del sur hacia el interior, desarrollándose la cultura almeriense, que dio origen a la cultura del vaso campaniforme que más tarde se extendería hacia Francia y Alemania. Un poco más tarde, hacia el 1700 a. C., apareció la cultura de El Argar, al sur de la península ibérica, donde se han encontrado sepulturas realizadas en tinajas ubicadas en el propio subsuelo de las viviendas, con gran cantidad de objetos, entre ellos, gran cantidad de cerámica. Las tinajas son para personajes individuales, sin ninguna clase de ornamentación, en muchos casos bruñidas y con unas dimensiones de un metro de altura por 70-80 cm de diámetro, las mayores fueron encontradas en la región de Murcia. Se observa que cuando el difunto, como consecuencia de su tamaño, no cabía, se utilizaban dos jarras opuestas por ambas bocas. En estos ajuares funerarios se encuentran diversos tipos de vasijas: las de «tulipa», con base semiesférica y la parte superior cónica, y las «copas», con el pie bajo aunque algunas son de pie alto, con el receptáculo de forma esférica.
Entre el 1300 y el 750 a. C. se produce la llamada cultura de los campos de urnas. El rito de la incineración se introduce en la península a través de los Pirineos en dirección hacia el noreste, en los valles leridanos de los ríos Segre y Cinca; los objetos guardan una gran similitud con los del bajo Aragón y el valle del Ebro. Las cerámicas de referencia son las «acanaladas».
Una de las necrópolis más estudiadas es la de La Punta del Pi en el Puerto de la Selva que contiene unos setenta enterramientos; en la necrópolis de Espolla se han encontrado más de doscientas urnas. Las urnas se colocaban en el centro de la fosa y tienen una dimensión de 25 a 30 centímetros, la mayoría con una tapadera también de cerámica y decoradas con franjas de surcos estriados, de ahí el nombre de acanaladas. La incineración se extendió por el resto de la península, como se puede ver en las necrópolis de la Peña Negra de Crevillente, o en la Meseta Central los hallazgos de Las Cogotas de Cardeñosa en Ávila y de La Osera de Chamartín en Ávila, con más de dos mil enterramientos, donde muchas de sus vasijas se encuentran con incrustaciones de arcilla blanca que forman decoraciones. En Andalucía Occidental el tipo de urnas presenta una decoración punteada mientras que en la parte oriental son lisas y bruñidas. En toda la península se encuentra la cerámica negra.

### Tartessos
A comienzos de la Edad del Hierro, a la cerámica se añaden pinturas policromas, barnices y se utilizan hornos de doble cámara. La vajilla presenta toda una variedad de formas y decoraciones que han ido adoptando los artesanos del lugar, a partir de las aportaciones realizadas por los fenicios, griegos y cartagineses. La cultura de los Tartessos se sitúa entre las ciudades de Huelva, Cádiz y Sevilla y toda la zona de Andalucía Occidental; abarca un período que va desde el año 1000 a. C. hasta el 535 a. C., año de la Batalla de Alalia. La señal más evidente en cuanto a la cerámica es el modelado del alfarero y el horno de doble cámara. La decoración es la del tipo Carambolo, o sea, con la influencia geométrica de imitación fenicia y griega y los acabados de las piezas con asas, bordes hacia el exterior y de base plana, detalles que caracterizan la producción de Andalucía Occidental. En Carmona se encontraron vasijas decoradas con influencias orientales, probablemente iban destinadas como ofrendas a los dioses y aparecen figuras realistas de grifos, bueyes y pájaros fantásticos.

### Cultura talayótica

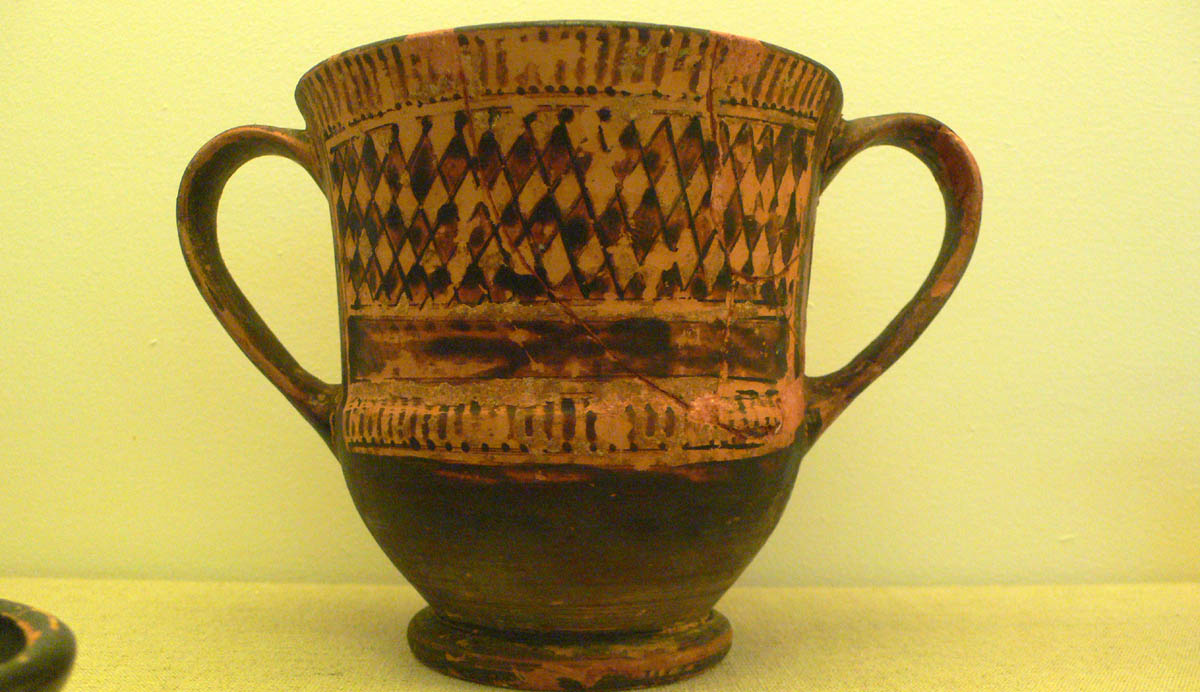
Cerámica griega de la necrópolis del Puig des Molins (Ibiza)

Las Islas Baleares acompañando a la arquitectura ciclópea de los talayots, navetas y taulas, presentan una cultura determinada donde se encuentran restos de cerámica, que se divide en dos fases: la primera entre el 1400 a. C. y el 700 a. C., y la segunda entre el 700 y el 123 a. C. ya en la época de la invasión romana. La cerámica talayótica proviene principalmente de los yacimientos funerarios donde se han encontrado varios tipos de vasijas, en su mayoría pequeñas, que tienen una forma cónica, con mango, copas, cazoletas, ollas y jarrones con dos asas. La realización es tosca, con el sistema de urdimbre y una textura rústica, que es una consecuencia de la arcilla empleada que contiene una gran cantidad de cuarzo. Esta cultura talayótica solamente se dio en las islas de Mallorca y Menorca. Más tarde, la cerámica imita las formas púnico-cartaginesas que se produjeron a partir del siglo III a. C. y hasta el siglo I a. C. Se encuentran muestras de este tipo de cerámica en la necrópolis del Puig des Molins de la isla de Ibiza.

### Cerámica griega

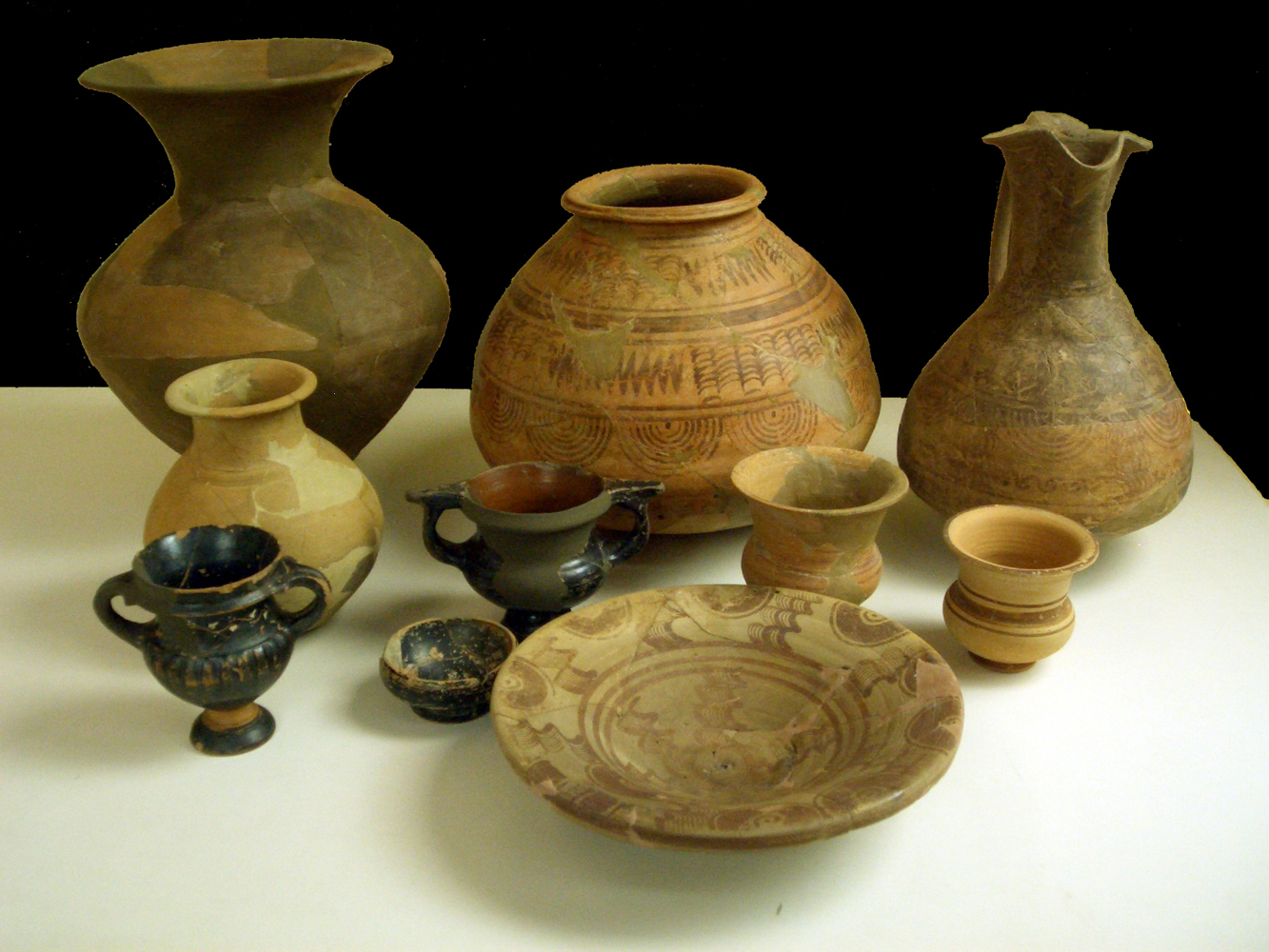
Utensilios de mesa iberos y griegos en Castellet de Bernabé de (Valencia)

Los griegos establecieron su comercio con la población ibérica entre el 600-550 a. C., sobre todo con vajillas seriadas. En general, estas piezas eran producidas para el gran consumo, y presentaban una decoración sencilla, lo que demuestra que la economía de la península no era muy buena en comparación con la de los etruscos que si compraban verdaderas obras de arte en cuanto a la cerámica griega. En esta importación peninsular destacan los Kílix, de un tamaño entre 10-15 centímetros de diámetro y con una base de unos 10 centímetros, la mayoría de estas piezas se han encontrado en Valencia y al sureste de la península. Esta vasija, junto con las cráteras, son las piezas más reproducidas por los alfareros ibéricos junto con pequeños cántaros del tipo askos. Los vasos griegos encontrados en Ampurias representan más del setenta y cinco por ciento del total de los vasos encontrados en España.
Durante más de cinco siglos, los griegos, celtas, iberos y cartagineses se yuxtaponen por toda la península. Las diferencias entre las diversas regiones son evidentes y se conservan hasta la Edad Contemporánea. La cerámica evoluciona a partir de la llegada de los recién llegados que se establecen en el territorio y que enseñan nuevas técnicas artesanales, así como nuevos hábitos en la agricultura y en la cultura culinaria.

### Cerámica ibérica

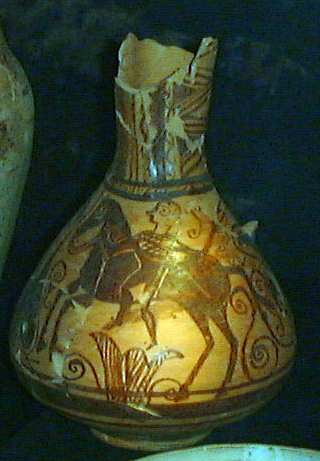
Cerámica ibérica en el Museo Arqueológico de Alicante

Los griegos fueron los que denominaron con la palabra Iberia las costas occidentales del Mediterráneo y, por tanto, los íberos eran sus habitantes. Según las excavaciones arqueológicas la zona comprendía desde Narbona hasta el valle alto del Guadalquivir. La arqueología agrupa la producción de cerámica en cinco áreas: Murcia, Valencia, Aragón, Cataluña y una gran parte de Andalucía y de Castilla-La Mancha.
Entre los siglos VI a. C. y V a. C. se produce una concentración de poblamientos. Se crean nuevas pinturas para la decoración de las vasijas, obras en las que se aplican tierras naturales a base de óxidos minerales, la presencia de hierro proporciona colores anaranjados y rojizos a las piezas. El material de los pinceles es pelo animal, especialmente de la barba de la cabra. Las decoraciones van desde simples bandas geométricas a motivos florales, hasta figuras zoomórficas de caballos, toros, peces o perros, y antropomórficas, con damas y guerreros como personajes. En las alfarerías ibéricas, el mismo autor de la vasija era quien también pintaba la pieza, al contrario de los alfareros griegos que disponían de pintores para realizar las decoraciones de las piezas de artesanía.

### Hispania romana

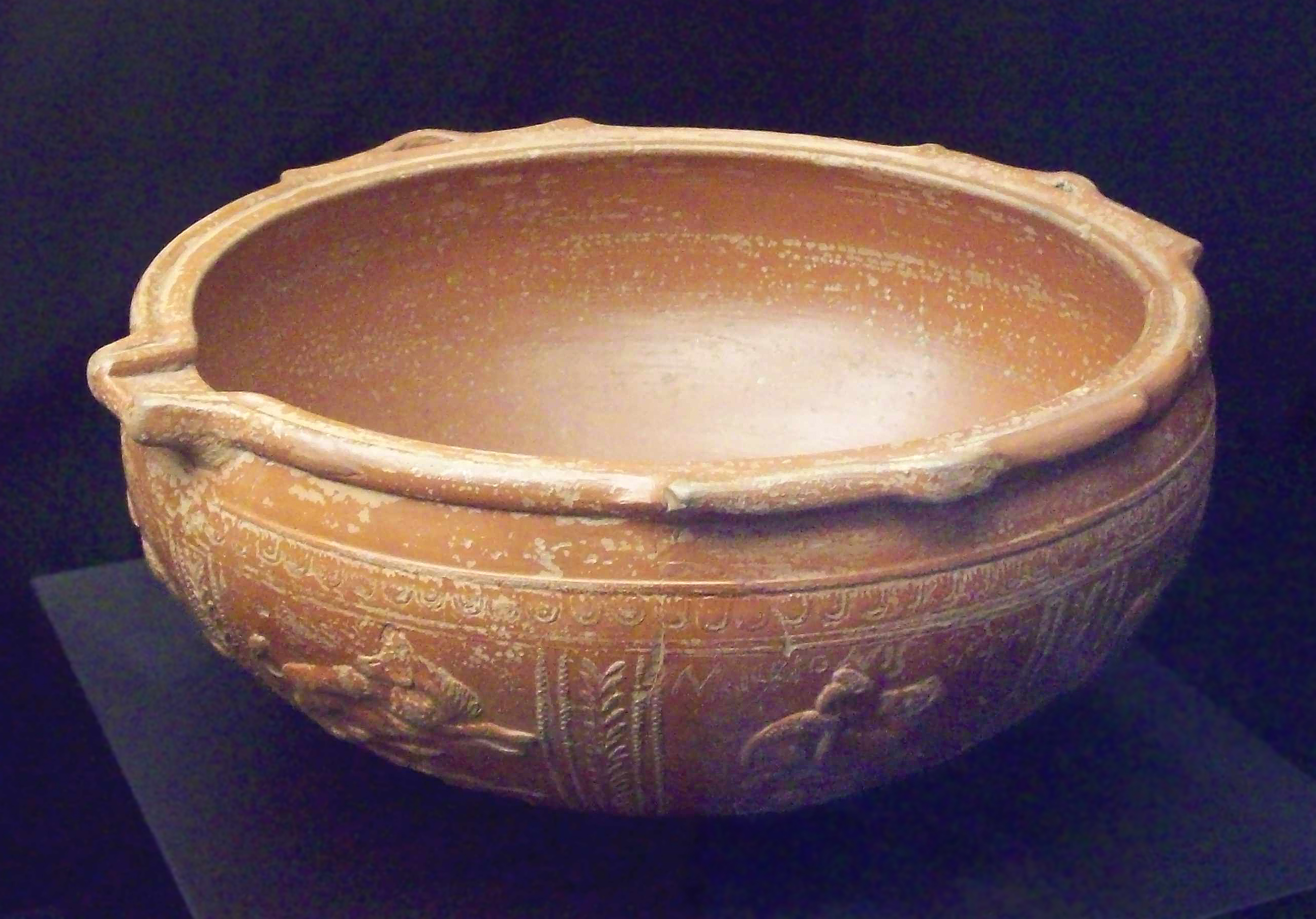
Cuenco de terra sigillata del siglo I procedente de Linares, Jaén

Cuando Hispania cae bajo la potestad de Roma, el oficio de alfarero experimenta un gran desarrollo. No solo llegan a la península grandes cantidades de cerámica, sino también operarios que traen e implantan su técnica y su saber. A partir del siglo I a. C., procedente de la Magna Grecia, se introduce en todo el territorio las primeras vajillas finas y los vasos de colores vivos, piezas que son copiadas en todos los talleres artesanos. Destacan las obras de barniz negro y barniz rojo, con paredes finas y la cubierta vidriada, y los tipos más abundantes son las ánforas, lucernas y vajillas. Las vajillas se realizan en diversas modalidades pero la de terra sigillata es la preferida y se solía realizar con una decoración en relieve, con galba de color rojo. Los centros de producción en la península se encontraban en Teruel, Granada, Andújar, Linares, Solsona, Mérida y La Rioja.
Otra aplicación de la alfarería es la producción de tuberías para la conducción del agua:

Las tuberías de cerámica tienen las siguientes ventajas: primero, en cuanto al trabajo, porque si ocurre algún desperfecto, cualquiera puede repararlas, y segundo, porque el agua resulta mucho más sana conducida por tuberías de cerámica que de plomo (...) Y por otro lado, es mejor el sabor de lo que ha pasado por tubería de cerámica: para que todos, a pesar de tener sus mesas bien provistas de vajilla de plata, sin embargo, adoptan vajillas de cerámica para beber agua, porque ellas dan mejor sabor.
Vitrubio

## Técnicas de modelado
Existen cuatro categorías básicas:

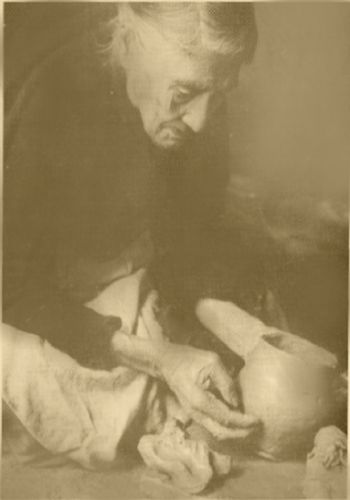
Alfarera chilena modelando a mano (urdiendo) una vasija

- Modelado a mano: las técnicas manuales son las más primitivas, donde las piezas son construidas mediante el estirado de la pasta en rollos, placas o bolas de arcilla, generalmente unidas mediante la preparación de arcilla líquida llamada barbotina. Una vez acabada la pieza, la superficie se alisa con la misma mano humedecida.[23] Nunca dos piezas de cerámica trabajadas manualmente serán exactamente iguales, por lo que estas técnicas no son las más apropiadas para hacer juegos de piezas idénticas, como por ejemplo vajillas de cocina, juegos de café, de licor, etc. Esta técnica permiten al ceramista usar su imaginación y crear diferentes piezas artísticas. El modelado a mano era una técnica utilizada por los pueblos primitivos y aún se encuentran numerosos artesanos que trabajan maravillosamente, tales como los alfareros de los indios Pueblo, las tribus de África central y del sur, los aborígenes australianos, Japón y toda el Asia oriental. En España podemos encontrar zonas donde se elaboran este tipo de vasijas del modo tradicional, como en Galicia, Asturias y el alto Aragón.[57]
- Modelado a torneta: llamado también «torno lento», es un artefacto formado por un pivote y una rueda, que impulsado por la mano produce un movimiento de rotación discontinuo, con lo cual se facilita el trabajo manual, ya que actúa como mesa giratoria, muchos autores están de acuerdo que este tratamiento se puede considerar un trabajo de «modelado a mano», ya que el movimiento giratorio siempre es intermitente y se tiene que ir modelado manualmente, salvo que tenga la colaboración de un ayudante que impulse la rotación a la torneta,[58] —en este caso es cuando se denomina «torno bajo»—.[59]
- Modelado a torno: llamado también «torno rápido», es muy común que las piezas hechas en torno sean terminadas manualmente. El torno de alfarero es la técnica más utilizada para la creación de piezas en serie. En la actualidad también es empleado para hacer piezas singulares o artísticas. Este método es empleado desde el año 5000 a. C. en el Antiguo Egipto, Oriente Próximo y Asia. En la península ibérica llegó hacia el siglo VIII  a. C., de mano de los fenicios, si bien existen cerámicas a torno más antiguas importadas de otras zonas del Mediterráneo. Para trabajar con él, se coloca una bola o pella de arcilla en la rueda del torno, el cual es impulsado por el pie del alfarero que lo hace girar. La rueda gira velozmente mientras la arcilla es presionada de una manera determinada para que adquiera la forma deseada. El trabajo con torno requiere una gran habilidad técnica, pero un alfarero habilidoso puede producir muchas piezas casi idénticas en poco tiempo. Actualmente se utiliza más el torno eléctrico que requiere menos esfuerzo.[60] Debido a su naturaleza, los trabajos mediante el empleo de torno son casi exclusivamente piezas con simetría radial respecto de un eje vertical. Estas piezas pueden ser decoradas mediante la creación de diferentes texturas sobre su superficie al objeto de hacerlas visualmente más interesantes. Muchas veces, las piezas creadas en el torno son modificadas manualmente, agregándole asas, tapas, pies, picos y otros aspectos funcionales.[61]

- Modelado al vaciado o con el uso de molde: la técnica de vaciado o a molde, es probablemente la más apropiada para la producción en serie (industrial). La arcilla líquida es vertida en un molde de yeso lo que permite un ligero endurecimiento. Una vez que el molde absorbe la mayor parte del agua de la capa de arcilla que queda en contacto con el molde, la arcilla remanente es volcada fuera del molde y se deja secar la pieza. Finalmente la pieza es sacada del molde, se le corrigen las imperfecciones que pueda tener y se la deja secar al aire libre. Según el tipo de obra a reproducir se puede hacer con un molde de una sola pieza, cuando el modelo es más complicado los moldes se hacen de piezas que se pueden ir quitando independientemente y sin romperlas para su posterior utilización, hay que hacer un entalle a las piezas del molde para que una vez retirado el modelo se puedan ensamblar.[62]

## Técnicas de terminación y decoración

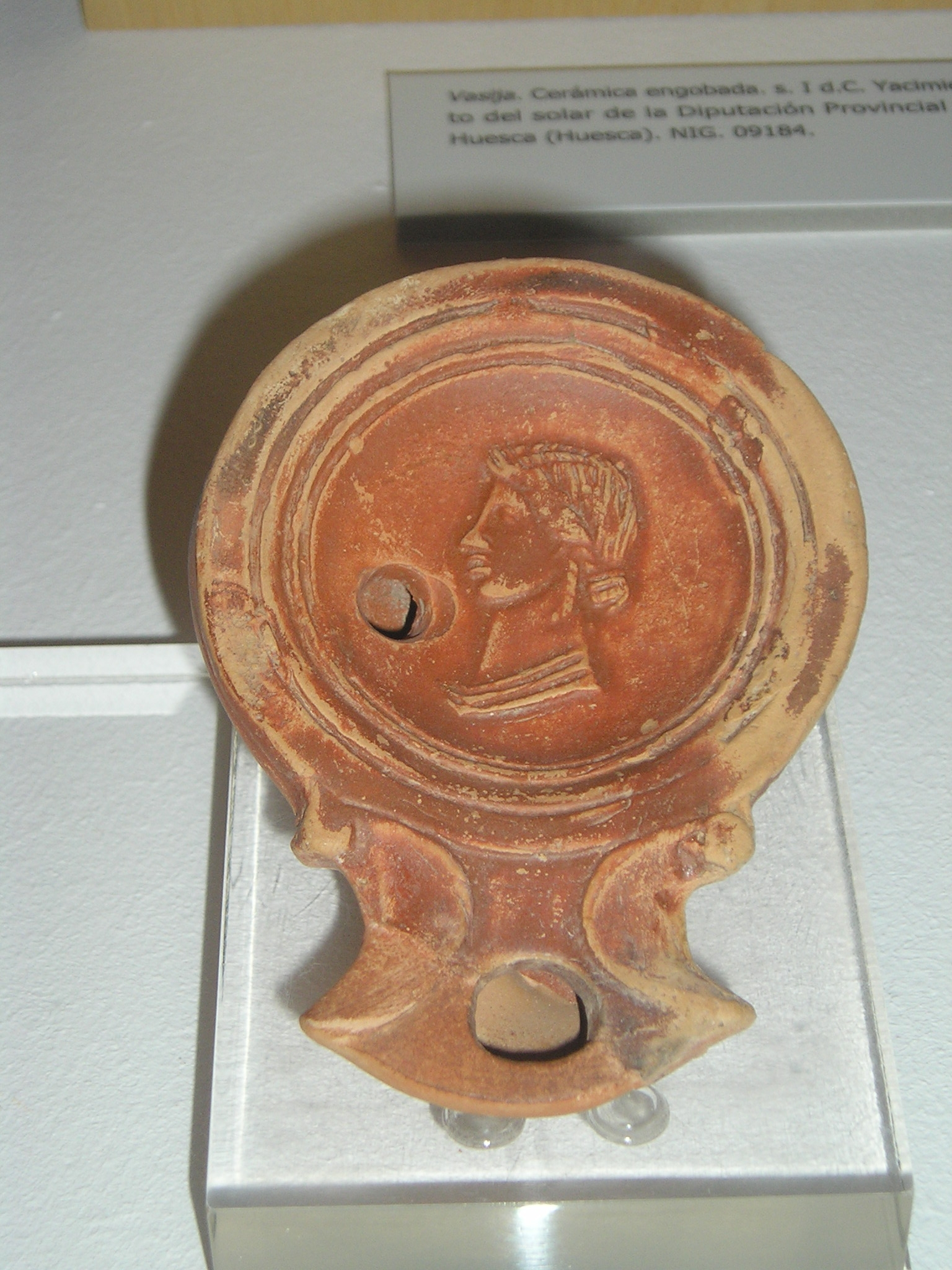
Lucerna romana con engobe, del encontrada en Huesca

Antiguamente decoraban las vasijas mediante trabajos adicionales practicados en su superficie; un gran avance fue la decoración con caña, después el pulimento y finalmente el vidriado.
Pueden usarse aditivos cerámicos para darle color a la arcilla, previo a su modelado. También pueden agregarse varios aditivos para darle un aspecto más rústico. El uso de arena y otros materiales le dan al producto final un acabado con variadas texturas. Así mismo, pueden mezclarse partículas combustibles junto con la arcilla, o presionar la superficie, para obtener diferentes texturas.
Pueden crearse efectos visuales interesantes mediante el uso de arcillas de diferente color. Las arcillas de pigmentación distinta son ligeramente amasadas en una misma bola, antes de comenzar el modelado de la pieza. Aunque generalmente cualquier arcilla puede ser utilizada en este proceso, las diferentes velocidades de secado y expansión durante la cocción hacen que sea usual la utilización de solo una pasta cerámica clara, añadiéndole colorante a una parte de ella. También se puede hacer una analogía con la marquetería, presionando pequeños bloques de arcilla coloreada conjuntamente.
El bruñido, al igual que la técnica del mismo nombre con la que se trabaja el metal, requiere frotar la superficie de la pieza contra otra superficie pulida (generalmente se utiliza acero o piedras) hasta alisar, pulir y sacar brillo a la arcilla. Las arcillas más finas quedan más pulidas y brillantes que las ásperas, y también permiten un mejor secado de la pieza antes de bruñirla, aunque esto aumenta el riesgo de quebraduras. Para conseguir una superficie más acabada, puede aplicarse una fina capa de barbotina sobre la arcilla semiseca.
Finalmente, la arcilla puede pintarse con distintas clases de esmaltes. Los engobes generalmente son aplicados cuando la pieza se encuentra cruda, en estado de «cuero». Es usual que las piezas decoradas con engobe tan solo pasen por el horno cerámico una vez. Tanto los esmaltes cerámicos como las calcinas que dan un acabado vítreo necesitan que las piezas hayan pasado una vez por el horno antes de ser aplicados, y una segunda vez para fijarlos a la cerámica, aunque algunos ceramistas hacen tres o más horneadas, dependiendo de los resultados que busquen.

## Fases de elaboración

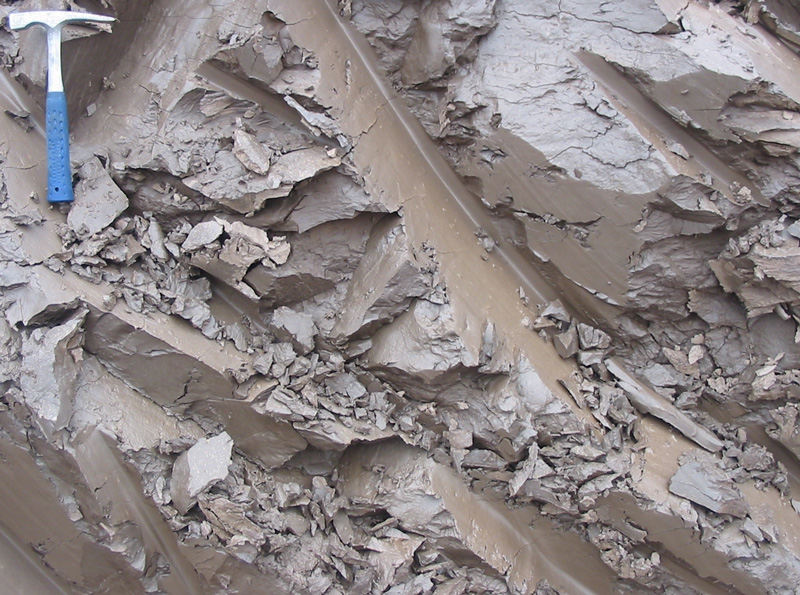
Arcilla del cuaternario en Estonia

Todas las piezas cerámicas pasan por varias fases durante su elaboración: preparación del barro, modelado, secado, primera cocción u horneado (alfarería tradicional) y cocciones de aplicación de técnicas cerámicas.

### Preparación
Primero, la arcilla es amasada para que la humedad y demás partículas se distribuyan homogéneamente y para sacar cualquier burbuja de aire que tenga en su interior (lo que puede provocar explosiones durante el horneado o quema).

### Composición o modelado
Luego, es modelada manualmente o mediante diversas herramientas. El agua es utilizada para mantener la plasticidad de la arcilla durante el modelado, sin que aparezcan rajaduras. Los trabajos realizados en torno generalmente necesitan ser desbastados o retorneados para hacer que el espesor de la pared sea uniforme en toda la pieza o para modelar el pie de la pieza. Este proceso es llevado a cabo cuando la pieza se ha secado lo suficiente como para resistir este tipo de manipulación.

### Secado y peinado
La pieza se deja al aire hasta que se seca y endurece lo suficiente. Esta fase es denominada «estado de cuero». Las piezas que se encuentran así son muy quebradizas, por lo que deben ser manipuladas cuidadosamente. Una vez que la pieza se termina, se deja secar nuevamente para que pierda el resto de la humedad que aún contiene, quedando con un aspecto similar al hueso. Cuando la pieza está totalmente seca, su color es más claro, y adquiere mayor dureza. En este momento es cuando se le suele pasar una lija fina y una esponja húmeda con el fin de pulirla.

### Horneados
Posteriormente es llevada al horno, en donde pierde la humedad química y adquiere una mayor resistencia y sonoridad. Puede ser que con esta cocción la pieza ya se dé por acabada, como es el caso de la alfarería, o que aún requiera de horneados posteriores, como sucede en la cerámica.
Pueden requerirse varias sesiones de horno para lograr efectos decorativos especiales, como por ejemplo para obtener la llamada decoración negativa, utilizada en varias culturas ancestrales, como la Vicús. El efecto de decoración negativa se logra al cubrir con arcilla algunas partes de la vasija en la fase final de su cocción, de este modo, las partes cubiertas conservan su color original, mientras que las partes descubiertas se tornan oscuras o negras mediante la reducción.

## Morfología

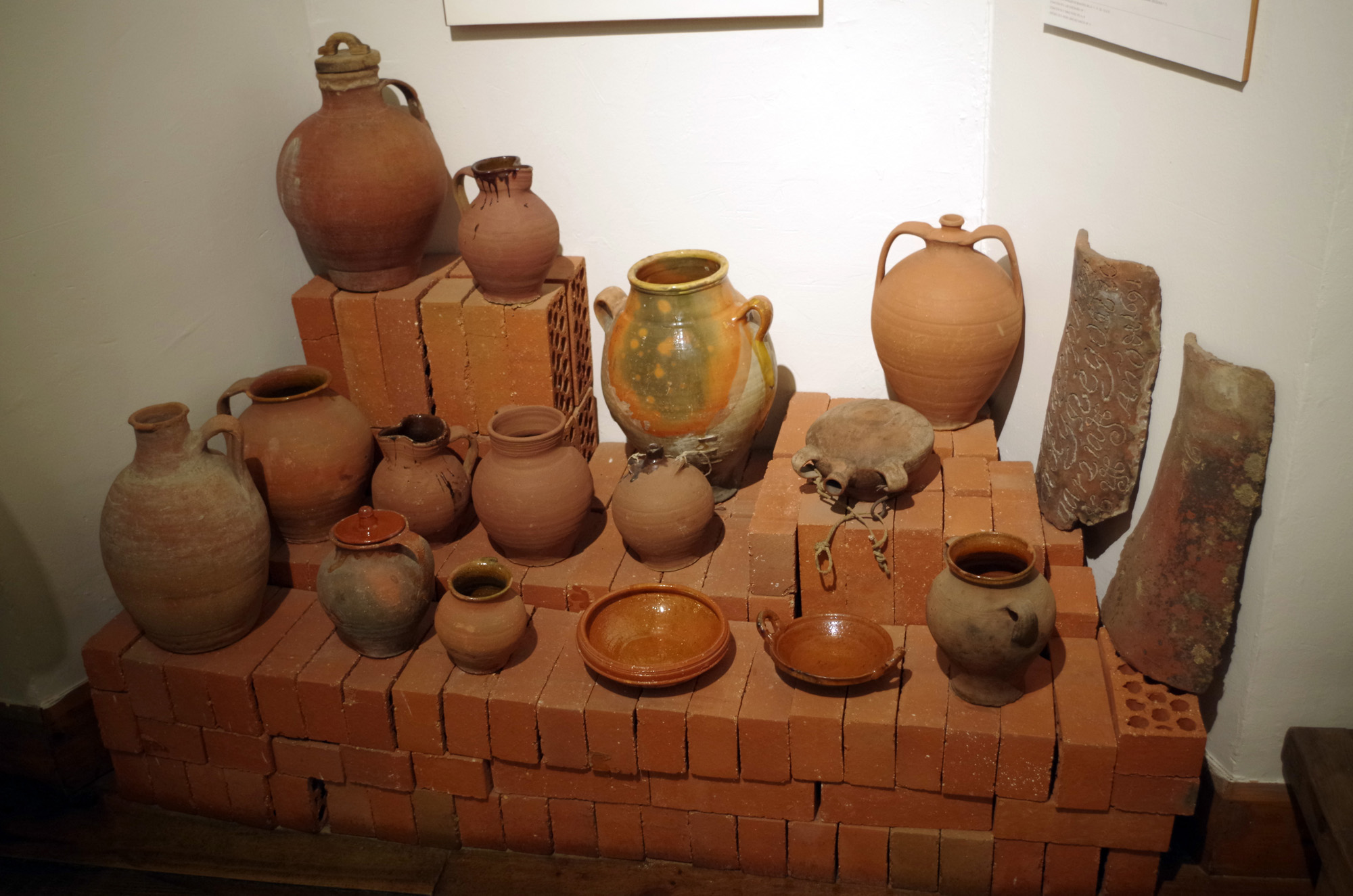
Museo de Ávila. Diversas formas

Tradicionalmente, en alfarería se encuentran cuatro modalidades:
- Obra hueca: son las obras que tienen un cuerpo alto y abiertas por la parte superior, que se las puede tapar, suelen llevar algún tipo de asas para su transporte o para abocar su contenido, por ejemplo las ánforas, la alcarraza, el cántaro o las botijas.
- Obra abierta: son las piezas con la boca más ancha que la base, como los platos, fuentes y tapaderas para otras obras. Entran en esta categoría las que tienen unas paredes cortas (3-5 cm), como pueden ser las cazuelas o los lebrillos y algunas con la base plana de fondo cóncavo y paredes un poco mayores como los morteros, ollas o soperas.
- Obra cerrada: son las que tienen los cuerpos totalmente cerrados, que se debe terminar con el bochado (bochar en alfarería es cerrar una pieza), como las huchas, las alcuzas, las cantimploras y el botijo.
- Obra plana de molde: son las piezas dedicadas especialmente a la construcción y se realizan con el molde plano, es decir un cajón sin fondo que se coloca sobre el suelo, se rellena con la arcilla, se saca el molde y se deja secar, por ejemplo los ladrillos, baldosas y tejas. Hay también el «molde de apretón» que consiste en un molde abierto, normalmente de yeso, en el cual se presiona la arcilla con las manos y queda grabado el dibujo correspondiente en la pieza.[66]

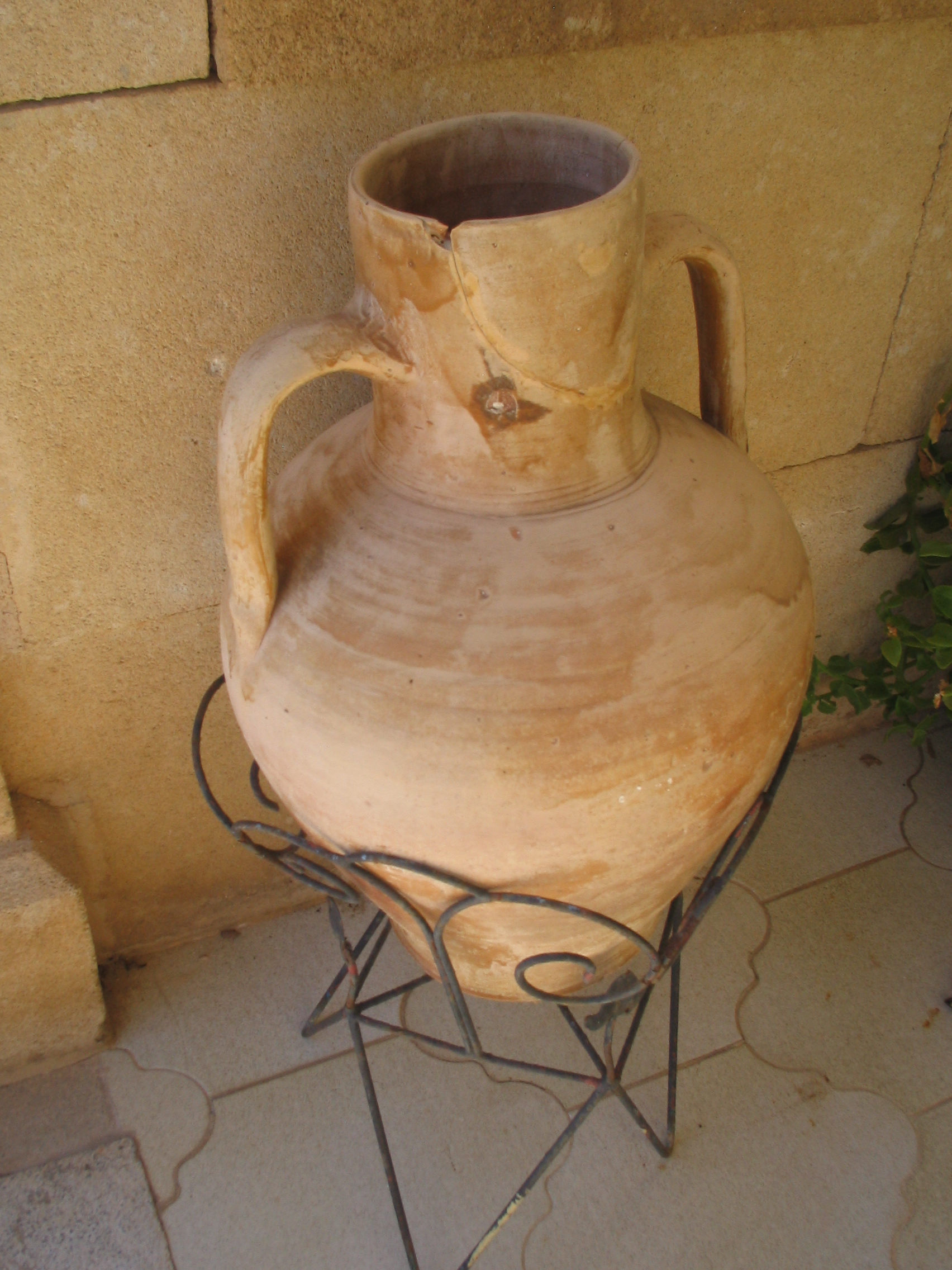
Obra hueca:Ánfora con dos asas de Mallorca.
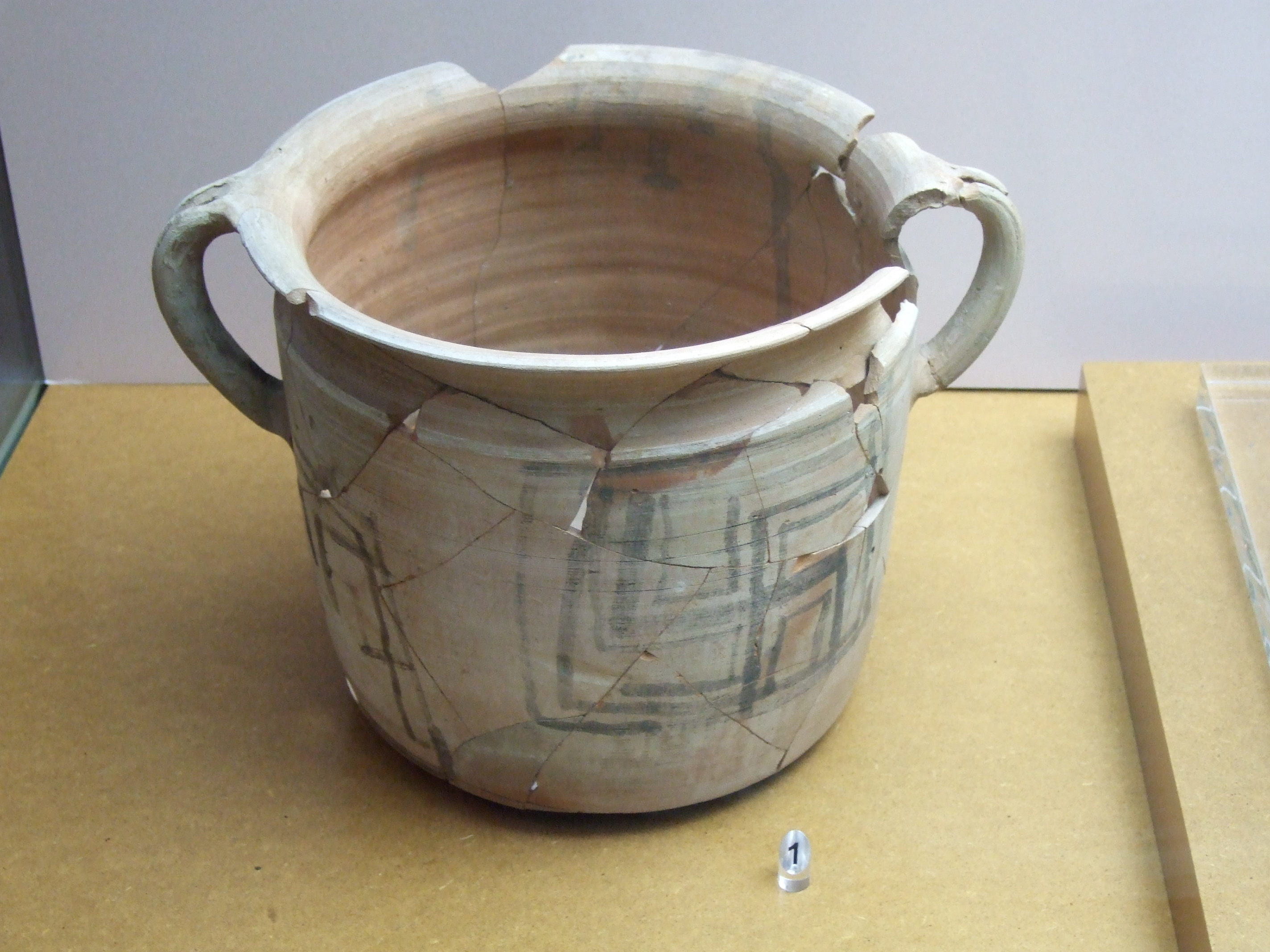
Obra abierta: Olla de los Castellares (Herrera de los Navarros, Zaragoza) Siglo II.
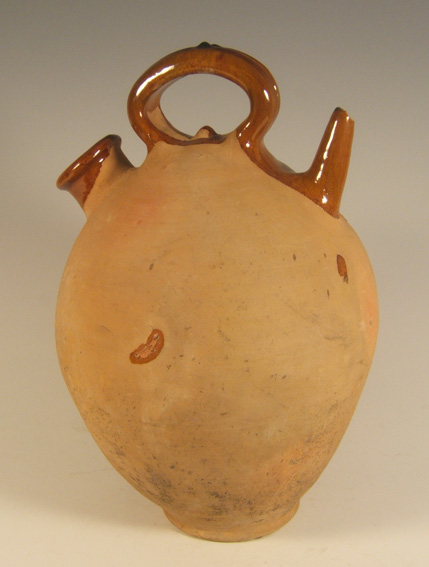
Obra cerrada:Botijo actual de La Bisbal del Ampurdán (Gerona).

## Terminología

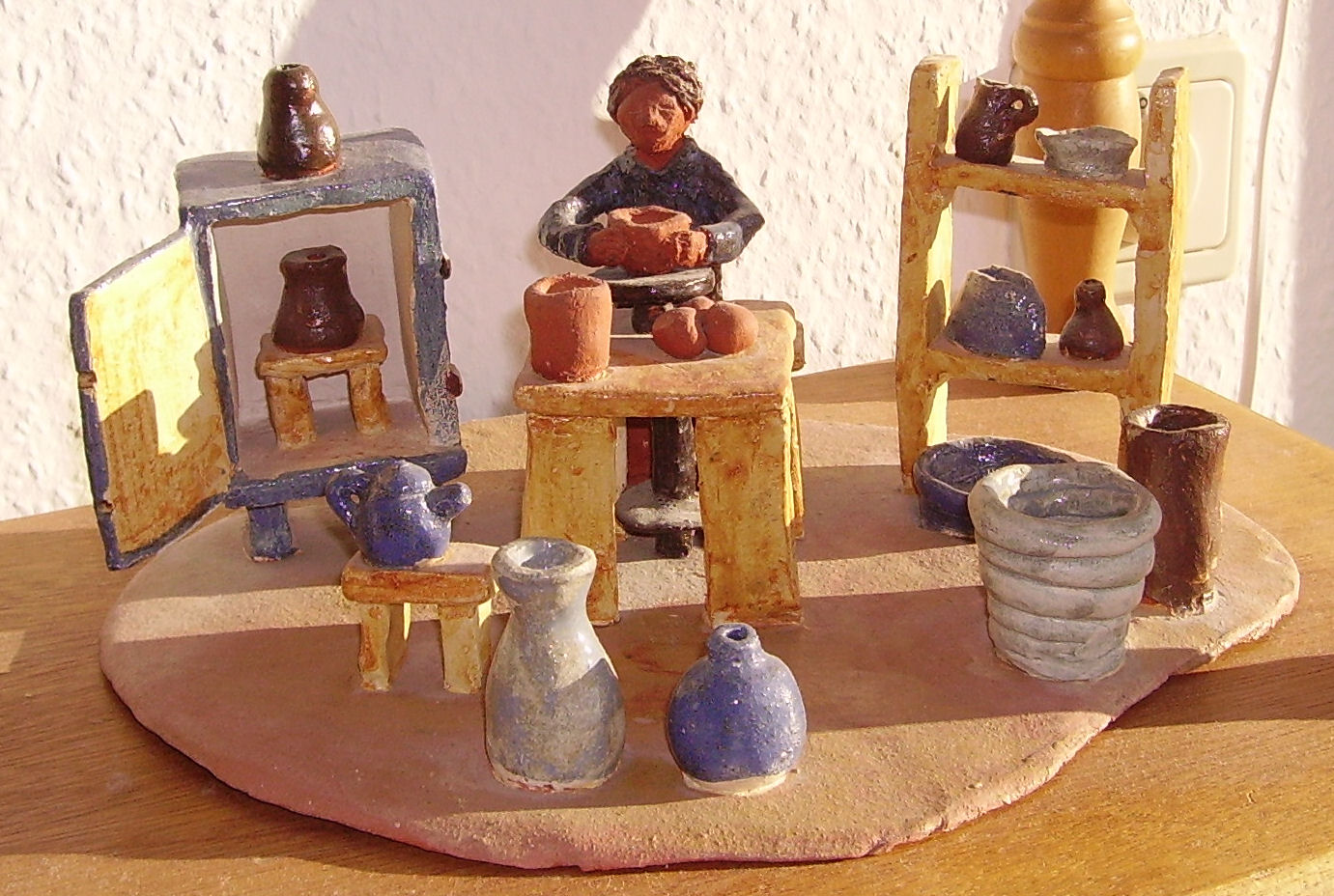

El vocabulario alfarero abarca una gran variedad de formas con la consecuente riqueza de léxico, ya que, según las regiones o comarcas, un mismo objeto tiene distinto nombre. Hay vasijas que han ido desapareciendo y otras que, a pesar del paso de los siglos, siguen haciéndose con la misma forma y en ocasiones similar proceso de elaboración. No obstante, desde la segunda mitad del siglo XX, las piezas de alfarería, aunque no cumplen con su primitiva función, son apreciadas como elementos decorativos.
- Alfar: Denomina el obrador o taller en el que trabaja el alfarero y también, de un modo más general, la localidad que ha producido o produce cerámica.[68]
- Vasijas para beber: En el argot ceramista llamadas alfarería de agua, incluyen, desde el sencillo y antiquísimo cuenco o las ánforas, al 'sofisticado' botijo, que sustituyó a jarros, cantimploras o porrones.
- Vasijas de cocina: principalmente servían para guardar y almacenar alimentos: tinajas para el vino y el aceite, orzas para la matanza del cerdo, tarros para conservas en dulce, cazuelas, ollas, pucheros, morteros, mieleras y parras de varios tamaños. La jarra —la más común— tiene una medida como máximo de 45-50 centímetros. Las mayores vasijas son las tinajas que llegaban a alcanzar los cinco metros de altura.
- Vasijas de mesa: antiguamente no se acostumbraba a fabricar la vajilla completa como en la actualidad y solo se consideraba vajilla de mesa lo más elemental: platos, cuencos, escudillas, vasos y copas.
- Vasijas para los animales: curiosos y muy variados recipientes para ordeñar, bebederos y comederos para gallinas, palomas, etc.

Existen también juguetes, con diferente grado de antigüedad: siurells, pitos, flautas, zambombas y figuras de belén, además de miniaturas de casi toda la vajilla. Otra pieza muy típica en barro es la hucha. Los instrumentos musicales también tienen su representación en la alfarería, como todo tipo de flautas populares, el cuerno, la ocarina —la más completa suele tener ocho agujeros y la más sencilla uno o dos—, que también se utilizan como reclamo de caza.

## Museos

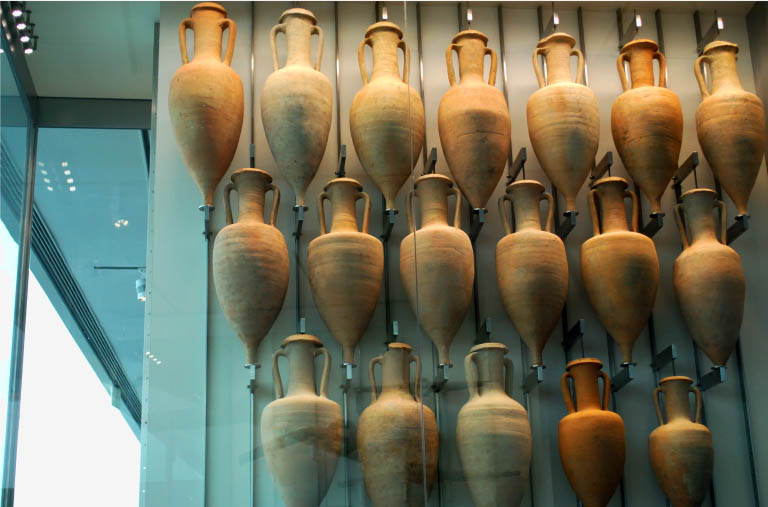
Ánforas romanas en el Museo Nacional de Arqueología Subacuática de Cartagena (España)

- En Madrid, el Museo Arqueológico Nacional de España, que dispone de colecciones de cerámica desde los orígenes más antiguos hasta el siglo XIX. Destacan las prehistóricas, griegas y árabes.
- En la Comunidad Valenciana, hay algunos museos dedicados a la actividad cerámica, sobre todo en Valencia y alrededores, pero están más centrados en la producción de vajillas y utensilios de lujo. En cacharrería popular destaca el Museo de Alfarería de Agost, en la comarca del Campo de Alicante.
- En Cataluña: el Museo de Arqueología de Cataluña (Barcelona), que cuenta con una interesante colección de cerámica árgarica, púnica de Ibiza y romana, además del material prehistórico. El Museo de Arqueología de Cataluña (Gerona) en el monasterio de San Pedro de Galligans. El museo de la Terracotta, en La Bisbal del Ampurdán. El Museo de Cerámica Popular en La Ametlla de Mar. Y, entre otras instituciones menores, el centro de interpretación de la Terrissa Terracota (La Galera)[71] o el Museo del Càntir de Argentona.
- En la comunidad de Castilla y León: el Museo Arqueológico de Valladolid con una buena colección de cerámica popular española y propia de Valladolid y el Museo Etnográfico de Castilla y León con sede en Zamora, muestra objetos correspondientes a la alfarería y cerámica popular de las distintas provincias de la comunidad autónoma. En dicho museo se ha llevado a cabo entre otras una investigación sobre las alfarerías femeninas.[72]
- Otros museos de la península ibérica con grandes exposiciones de cerámica: Alcoy, Cartagena, Córdoba, Cádiz, Cuenca, Denia, Ibiza, Elche, Granada, Jaén, Las Palmas de Gran Canaria, Linares, Lorca, Murcia, Palma de Mallorca, Reus, Sevilla, Talavera de la Reina, Tarragona, Úbeda, Zaragoza y Muelas del Pan.
- En Portugal hay que destacar el Museo Nacional de Arte Antigua, los palacios de Pena, de Ayuda, el Sintra y la fábrica de Vista Alegre.
- En Grecia: Museo Arqueológico Nacional de Atenas.[73]
- En Francia: Musée de Prehistoire Bélesta, Bélesta (Perpiñán);[74] Musée des Potiers Gallo-romaines Amphoralis. Salles-d'Aude.
- En Japón el Museo Nacional de Tokio Muestra una gran cantidad de cerámica de todos las épocas.
- En Estados Unidos: Hispanic Society of America, Nueva York.[75]
- En la Ciudad de México: el Museo de Arte Popular, cuenta con una interesante colección de cerámica de cada estado de la República Mexicana.